# Estação Ferroviária de Valado
A estação ferroviária de Valado, originalmente denominada Vallado, e também denominada Valado de Frades e Valado-Nazaré-Alcobaça (ou Valado - Nazaré - Alcobaça), é uma interface da Linha do Oeste, que serve a localidade de Valado dos Frades, no município da Nazaré, em Portugal.

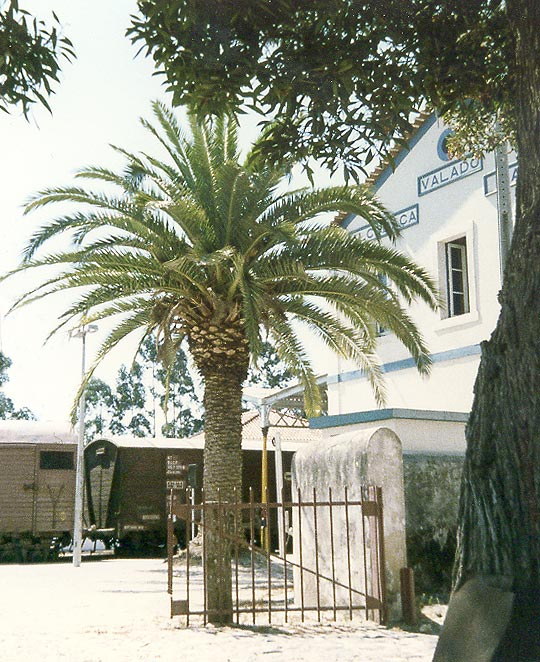
Estação de Valado, em Agosto de 1986.

## Descrição

### Localização e acessos
Encontra-se na Rua Professor Arlindo Varela da localidade nominal primária (Valado), situando-se aproximadamente à mesma distância, mais de seis quilómetros, das duas sedes de concelho mais próximas (suas localidades nominais secundárias): Nazaré, para oés-noroeste, e Alcobaça, para és-sudeste.

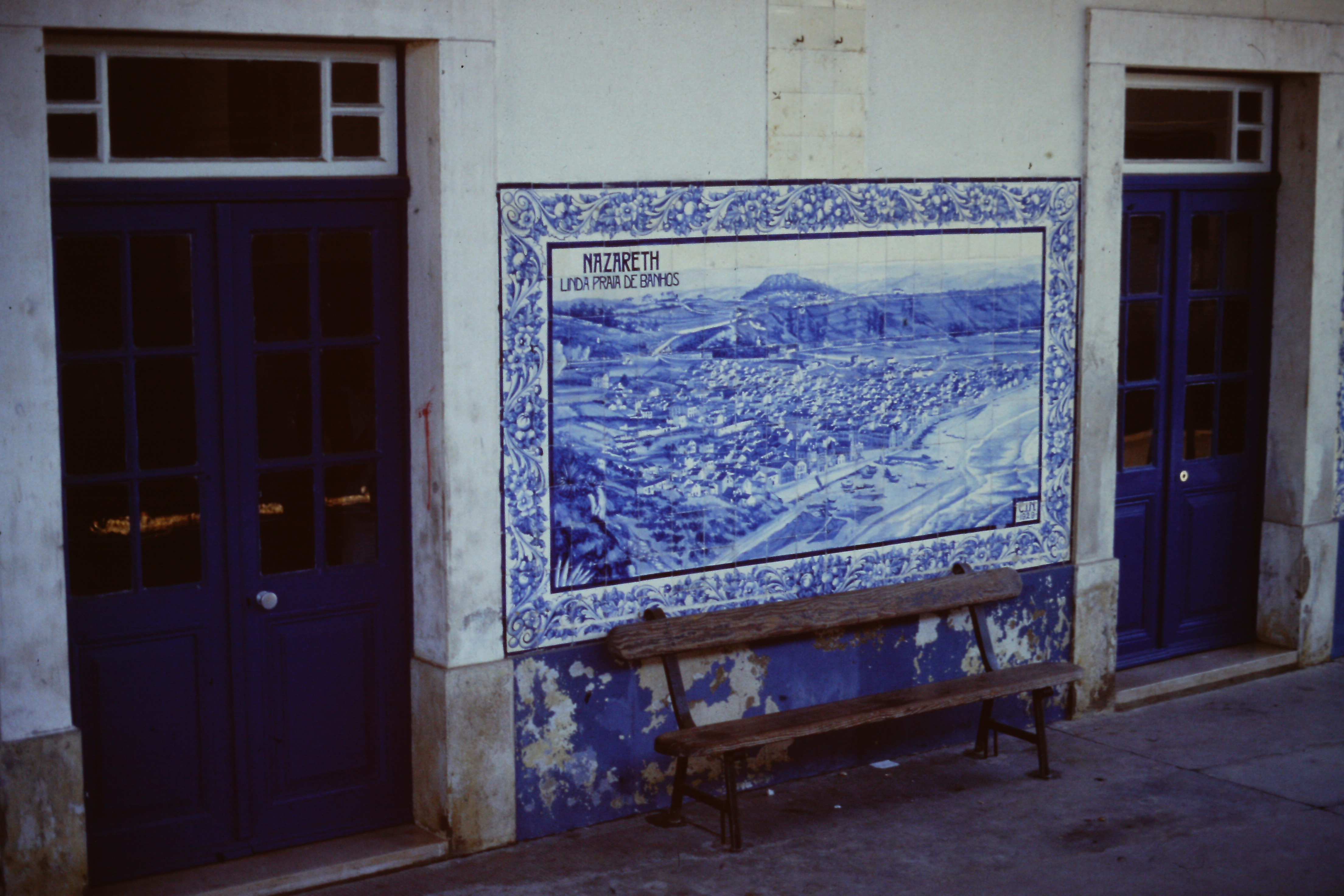
Painel de azulejos na estação.

### Infraestrutura
Em Janeiro de 2011, possuía três vias de circulação, com 490, 486 e 246 m de comprimento; as plataformas tinham 220 e 200 m de extensão, e 40 e 45 cm de altura, numa configuração algo reduzida em comparação com a de décadas anteriores.

### Serviços
Em dados de 2023, esta estação é servida por comboios de passageiros regionais e inter-regionais (Linha do Oeste) da CP com destino às estações das Caldas da Rainha, Coimbra-B, Figueira da Foz, Leiria e Santa Apolónia, num total de seis circulações diárias em cada sentido.

## História

### Abertura ao serviço
A estação insere-se no troço entre Torres Vedras e Leiria da Linha do Oeste, que abriu à exploração pública em 1 de Agosto de 1887, pela Companhia Real dos Caminhos de Ferro Portugueses.

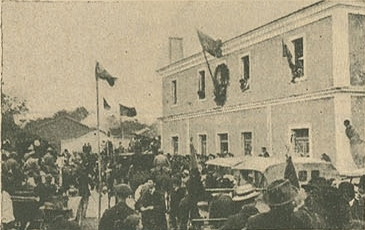
Chegada de António José de Almeida à estação do Valado, em 1920.

### Século XX
Em 1913, a estação de Valado estava ligada por uma carreira de diligências até Maiorga, Alcobaça, Pederneira, e Nazaré.
Em 1933, a Companhia dos Caminhos de Ferro Portugueses realizou obras de melhoramento na toma de água desta estação. Nesse ano, já os jardins desta estação eram considerados como dignos de destaque, sendo então o chefe António dos Santos Franco.
Em 5 de Junho de 1949, a Companhia organizou um comboio especial de Lisboa até Valado, para transportar os participantes da Reunião Internacional dos Caminhos de Ferro, que nesse ano se realizou na capital portuguesa.
Esta estação ficou em segundo lugar no Concurso das Estações Floridas de 1952, organizado pela Companhia dos Caminhos de Ferro Portugueses e pela Repartição de Turismo do Secretariado Nacional de Informação. O chefe de estação, Álvaro da Silva Martins, recebeu um prémio de 2.000$00. No XIII Concurso, em 1954, a estação de Valado ficou na terceira posição.

#### Movimento de passageiros e mercadorias
Em 1958, os maiores aumentos no movimento de passageiros foram registados durante a época balnear, tendo-se verificado igualmente acréscimos consideráveis durante a Páscoa e o Natal; nesse ano, esta foi uma das estações com maior movimento de passageiros e mercadorias, na Região Oeste. Entre 1 de Agosto e 30 de Setembro, a Companhia dos Caminhos de Ferro Portugueses colocou mais uma automotora entre as Caldas da Rainha e o Valado, de forma a reforçar a oferta.

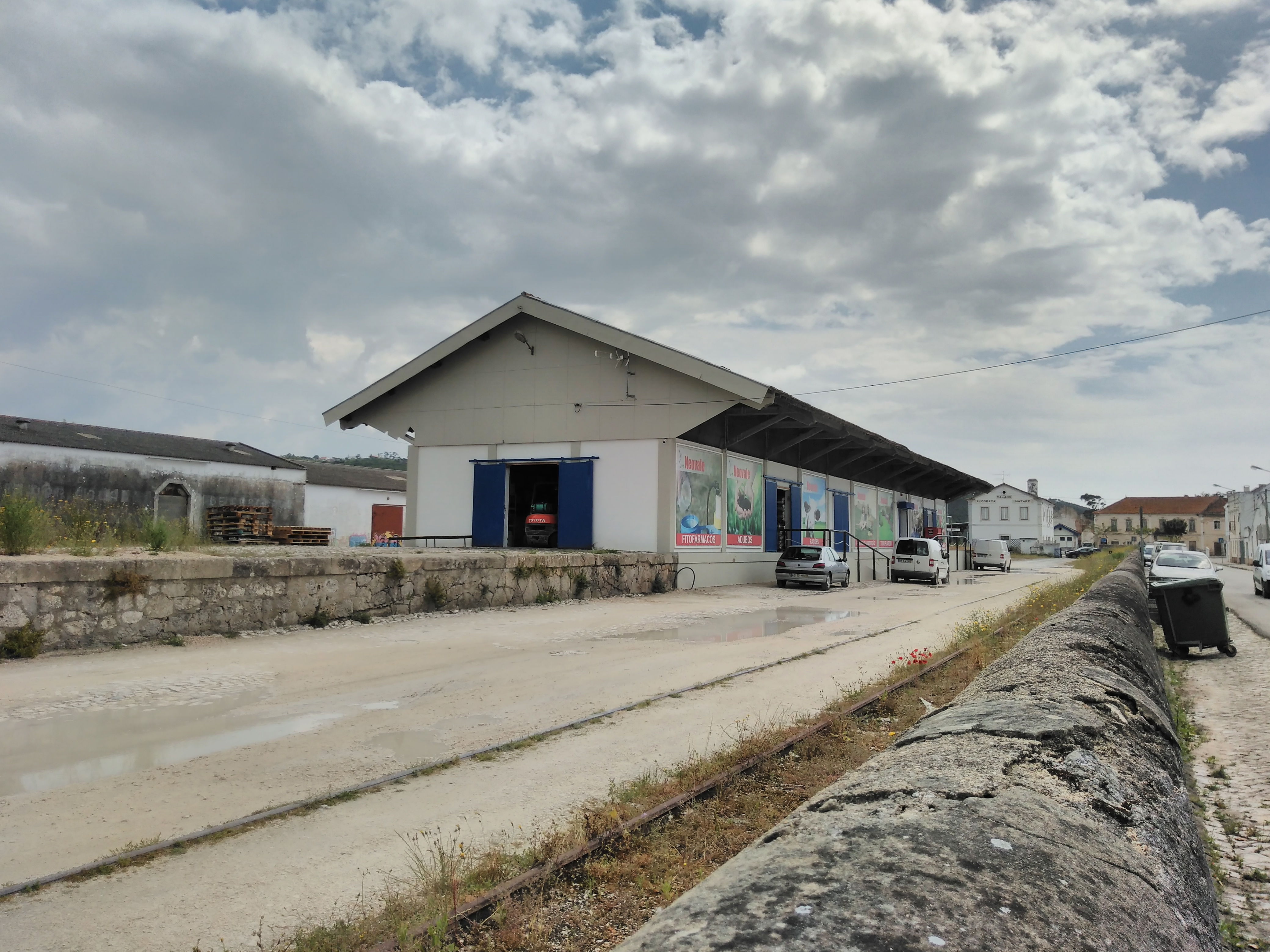
Antigo armazém da estação, albergando área comercial, e infraestutura ferroviária envolvente em desuso, em 2018.

Em 1961, esta interface expedia, no regime de vagão completo em pequena velocidade, trigo, vinho de pasto, arroz em casca, milho, barrotes e toros para exportação, toros para a indústria mineira nacional, farinha de trigo, batata, madeira de eucalipto ou de pinho aplainada ou serrada, fios e tecidos, louças e vidros, e gado bovino. Em termos de grande velocidade, em 1958, a maior parte das mercadorias expedidas eram frutas verdes, hortaliças, e legumes verdes. Também recebia mercadorias, especialmente no regime de pequena velocidade, na tarifa de pequenos volumes.
Em 1961, a estação era utilizada por serviços de passageiros e mercadorias da Companhia dos Caminhos de Ferro Portugueses, em combinação com a Sociedade Estoril. Devido à inexistência de uma estação ferroviária em Alcobaça, esta foi a principal estação utilizada pelos seus habitantes, tendo existido serviços dedicados ao transporte de passageiros e mercadorias entre aquela localidade e a estação.

Em Novembro de 2000, a Rede Ferroviária Nacional anunciou a sua intenção de reduzir o número de trabalhadores na estação de Valado, no âmbito de uma reestruturação interna dos serviços; desta forma, em vez de dois turnos com quatro trabalhadores, ficaria apenas um turno com dois trabalhadores. Esta decisão causou protestos por parte dos passageiros, uma vez que desta forma as portas da estação ficariam fechadas a partir das 16:30 nos dias úteis, e todo o dia nos feriados e fins de semana, obrigando os utentes a esperarem pelos comboios no exterior do edifício, em piores condições de conforto. No dia 29 de Novembro, a autarquia da Nazaré aprovou uma exposição do presidente da Junta de Freguesia de Valado de Frades, Amável Pereira, contra a decisão da Rede Ferroviária Nacional.

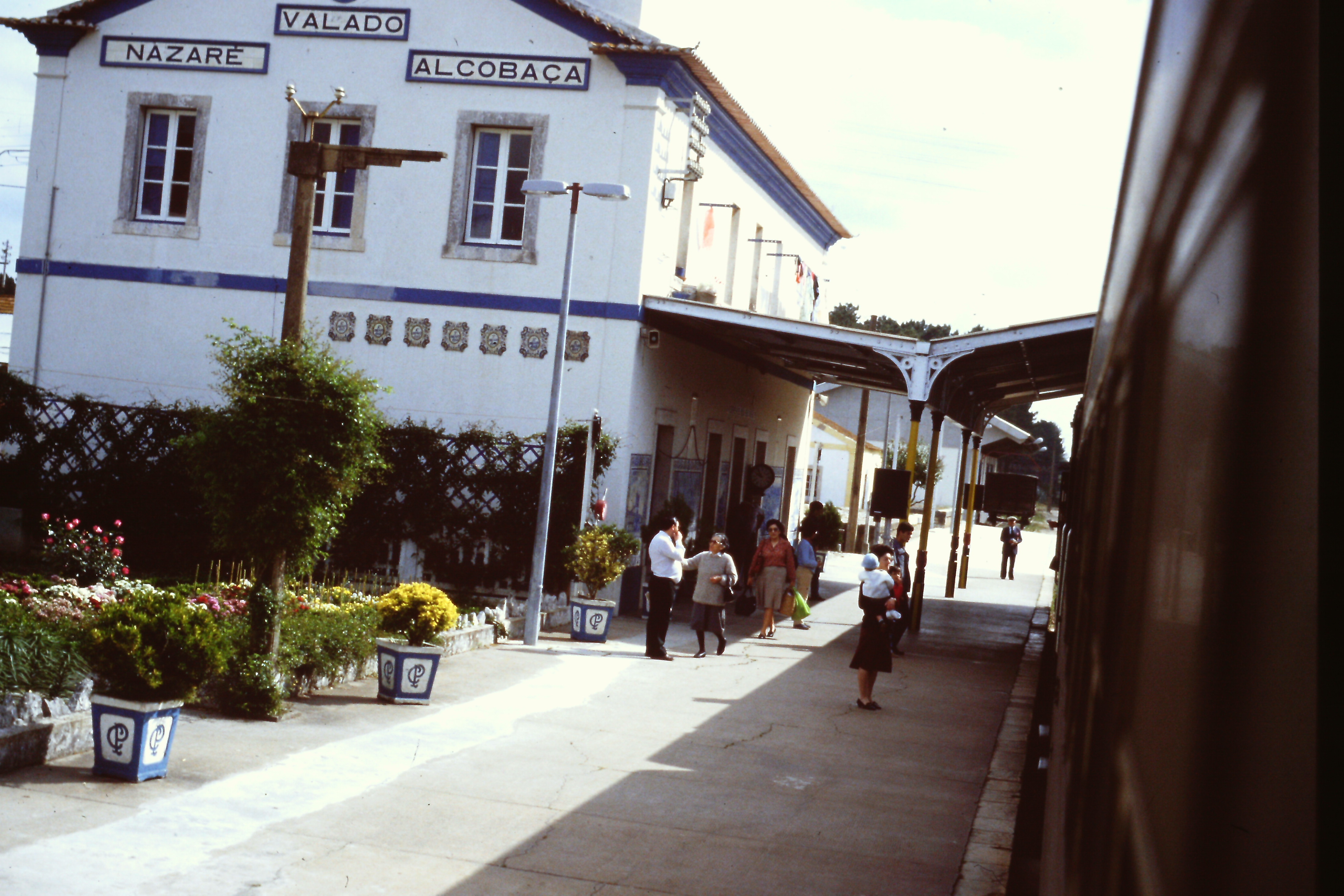
Estação de Valado, na década de 1980.